# Köpeczi–Teleki-ház
A Köpeczi–Teleki-ház egy 16. századi erdélyi patriciusház, Marosvásárhely legrégebbről fennmaradt lakóháza, egykoron a város legnagyobb épülete. 1554-ben építtette Köpeczi Nagy Tamás reneszánsz stílusban. 1756-ban a Teleki család tulajdonába került, akik barokk ízlés szerint átépítették, és múzeumot és könyvtárat is nyitottak benne. Az évek során iskola, kaszinó, pénzintézet, és különböző vállalatok székhelye is volt. Jelenleg üzleteknek és irodáknak ad helyet.

## Története
1554-ben épült a Szentgyörgy utca elején. Az utca ekkor már bizonyíthatóan létezett, azonban régi favázas épületei nem állták ki az idők viszontagságait. Építtetője Köpeczi Nagy Tamás volt, aki városbíróként, és Izabella királyné alatt az erdélyi kincstári jövedelmek bérlőjeként szolgált. Az építtető személyét Nagy Szabó Ferenc krónikája is megerősíti: „Ez a Nagy Köpeczi Tamás az, a ki kincstartó barát idejében arendator volt az országban, ez csináltatta volt azt a szegeletházat, mely a Szent-György utcza ás a Szent-Király utcza szegeletében vagyon.”
A reneszánsz stílusú, L alaprajzú téglaház a korban szokásos pillérekre épült. Az évek során többször gazdát cserélt: a 17. század elején a Nagy Szabó család tulajdonában volt, 1636-ban pedig 1500 forint körüli összegért a város vásárolta meg, hogy itt szállásolja el a Marosvásárhelyre érkező fejedelmeket és egyéb magas rangú vendégeket. Itt szállt meg többek között I. Rákóczi György egy görgényi vadászat után.
A 18. század elején a városba visszaköltöző jezsuiták birtokolták, majd 1717-ben a Gyulafehérvárról kiűzött református diákoknak otthont adó tanintézményként szolgált (ez 1718-ban egyesült a városi református iskolával Református Kollégium néven). 1756-ban Teleki László gróf 1700 forintért vette meg az épületet a Borbély családtól, majd Paul Schmidt német építészmester vezetésével 1763–1768 között barokk stílusban felújították. Az 1778-as házösszeírás szerint 2500 forintos értékével ez volt a város legértékesebb lakóháza. 1808–1812 között ismét átépítették, a földszinti árkádos lábazatot befalazták, az emeleti homlokzatot klasszicizáló formákkal látták el. Ekkor nyerte el a ház mai kinézetét.
A ház új tulajdonosa, gróf Teleki József könyvtárat és múzeumot (természetrajzi és ásványtani gyűjteményt) rendezett be az épületben, melynek külföldi kiválóságok is csodájára jártak. 1845-től itt működött a Magyar Úri Kaszinó, ahol nagyszabású bálokat, táncestélyeket rendeztek. A Szentgyörgy utca felőli, eklektikus jellegű, reneszánsz elemeket viselő műkőkeretes kaput a 20. század elején állították.
A két világháború között az épület a Marmorosch, Blank & Co. román bank helyi fiókjának székházaként szolgált. A bank csődje után, 1934-ben Ádám Lajos bankigazgató vásárolta meg, aki később az auschwitzi koncentrációs táborban lelte halálát. A házat a hatalomra kerülő kommunisták 1950-ben államosították; az épület intézményeknek, vállalatoknak, irodáknak, üzleteknek adott helyet. A kommunizmus bukása után hosszas pereskedés eredményeként visszaszolgáltatták az eredeti tulajdonosok leszármazottjainak, akik egy ingatlanirodának adták el az épületet. A 21. század elején restaurálták.

## Leírása
A Szentgyörgy utca (ma Str. Revoluției) és a Kossuth utca (ma Str. Călărașilor) sarkán áll, a Főtér közelében. Alapja L alakú, stílusa klasszicizáló barokk. Több helyiségnek festett mennyezete volt, egyes szobákban a falakat is freskók díszítették; ezek a 19. századi átépítéskor készültek.